# Poecilanthe ovalifolia
Poecilanthe ovalifolia là một loài loài thực vật họ Đậu (Fabaceae).
Loài này chỉ có ở Suriname.